# Hans Michael Piper

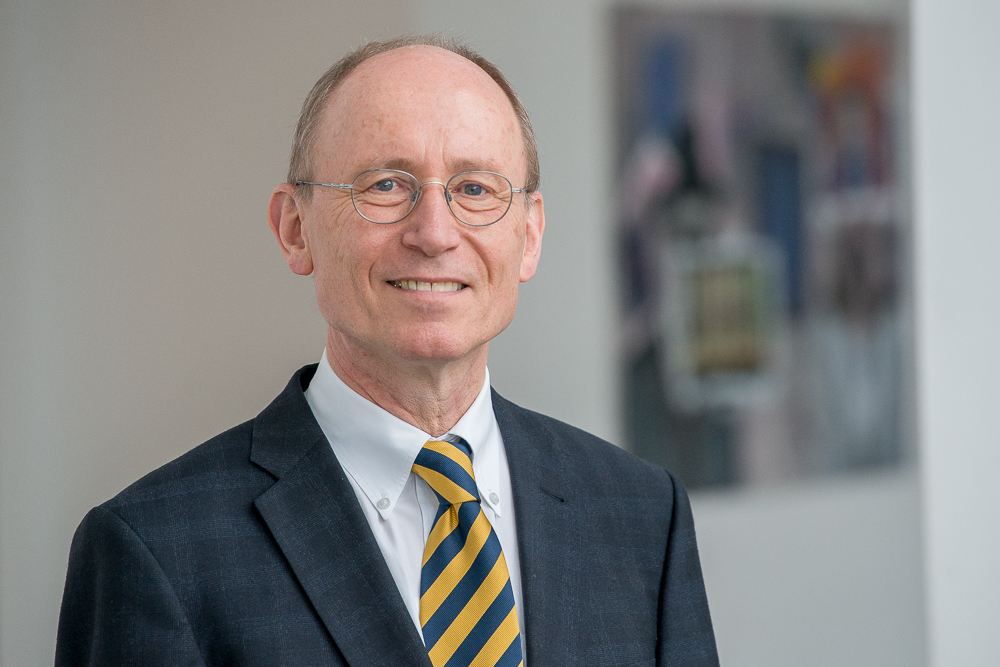
Hans Michael Piper, 2016

Hans Michael Piper (* 24. Mai 1952 in Kiel) ist ein deutscher Mediziner. Von 2008 bis 2014 war er Rektor der Heinrich-Heine-Universität Düsseldorf und von 2015 bis 2021 Präsident der Carl von Ossietzky Universität Oldenburg.

## Leben
Hans Michael Piper studierte von 1971 bis 1977 an der Georg-August-Universität Göttingen, an der er mit dem Diplom in Physik (1978), der Promotion zum Dr. med. (1979) und der Promotion zum Dr. phil. (1980) abschloss. 1982 habilitierte er sich für Physiologie. Nach Forschungsaufenthalten in England und Kanada wurde er 1990 zum Hochschuldozenten (C2) und danach zum außerplanmäßigen Professor an der Heinrich-Heine-Universität Düsseldorf ernannt, bevor er 1994 einem Ruf auf eine C4-Professur für Physiologie an der Justus-Liebig-Universität Gießen folgte. Dort amtierte er von 1994 bis 2008 als Direktor des Physiologischen Instituts, zudem von 2001 bis 2006 zunächst als Prodekan, dann als Dekan des Fachbereichs Medizin und als Mitglied des Vorstands des Universitätsklinikums. 2007 wurde er Gründungsdirektor des Gießener Graduiertenzentrums Lebenswissenschaften. 2008 war er Präsident der Jahrestagung der Deutschen Gesellschaft für Kardiologie und von 2009 bis 2010 Präsident der Deutschen Physiologischen Gesellschaft.
Vom 1. November 2008 bis 31. Oktober 2014 war Piper Rektor der Heinrich-Heine-Universität Düsseldorf. In seine Amtszeit fällt die Aberkennung der Doktorwürde der damaligen Bundesbildungsministerin Annette Schavan durch die Düsseldorfer Universität. Von August 2015 bis 31. Juli 2021 war er Präsident der Carl von Ossietzky Universität Oldenburg.
Pipers wissenschaftliches Werk umfasst mehr als 250 Originalarbeiten. Er hat u. a. grundlegende Arbeiten zum Reperfusionsschaden (Durchblutungsschaden) und der daran ansetzenden Protektion des Herzens sowie zur molekularen Kontrolle der endothelialen Barrierefunktion verfasst. Er war von 2008 bis 2011 Fachkollegiat der Deutschen Forschungsgemeinschaft und von 2003 bis 2012 leitender Redakteur (Editor-in-Chief) der Fachzeitschrift Cardiovascular Research.
Im Jahr 2024 veröffentlichte Piper ein Buch über Erlebnisse, Erfahrungen und Erkenntnisse während seiner diversen Positionen an verschiedenen deutschen Universitäten – als Student, wiss. Mitarbeiter, Professor, Dekan, Rektor und Präsident – unter dem Titel „Uni von Innen“ im transcript Verlag.
Hans Michael Piper ist mit der Drehbuchautorin Henriette Piper verheiratet und hat zwei erwachsene Kinder, eine Tochter und einen Sohn. Er ist der Sohn des Ophthalmologen Hans-Felix Piper, Enkel des Physiologen Hans Piper und Urenkel des Chirurgen Johann von Mikulicz.